# Francisco Miralles
Francisco Miralles y Galup —en catalán Francesc Miralles i Galaup— (Valencia, 6 de abril de 1848 - Barcelona, 30 de noviembre de 1901) fue un pintor español afincado en París y Barcelona.

## Biografía
Sus primeros años juveniles los pasó en Barcelona; después se mudó a París, donde se desarrolló la mayor parte de su carrera artística.
Discípulo de Ramón Martí Alsina y cuñado del famoso farmacéutico e industrial Salvador Andreu, en la capital francesa popularizó un estilo refinado centrado mayoritariamente en temas costumbristas de la vida burguesa y de la alta sociedad, protagonizados en especial por personajes femeninos. 
En 1895 se instaló nuevamente en Barcelona, donde sus pinturas fueron muy valoradas por el público habitual de la Sala Parés. 
Durante su carrera se mantuvo fiel a ciertos temas en su prolífica etapa parisina. Destaca su óleo Paseo en barca  (1888-1890, Museo Carmen Thyssen Málaga), obra ya de su madurez donde Miralles muestra una pincelada suave y vibrante, insistiendo más en rostros y carnaciones para darles mayor verosimilitud.
Sus obras pueden verse en una serie de colecciones públicas; entre otras, en España, además de en el citado museo Thyssen de Málaga, en el de Arte Moderno de Barcelona y en la Biblioteca Museo Víctor Balaguer; en Francia, en el de Bellas Artes de Brest (La Place de Clichy, 1882); en Chile, en el Municipal de Bellas Artes de Valparaíso (La pescadora, 1880).

## Galería

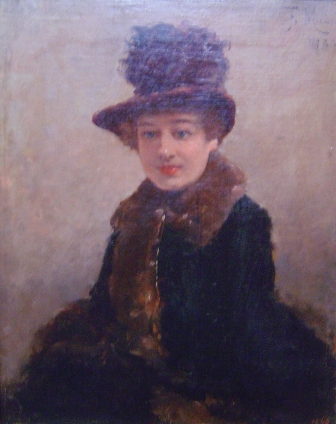
Retrato de mujer, Biblioteca Museo Víctor Balaguer.
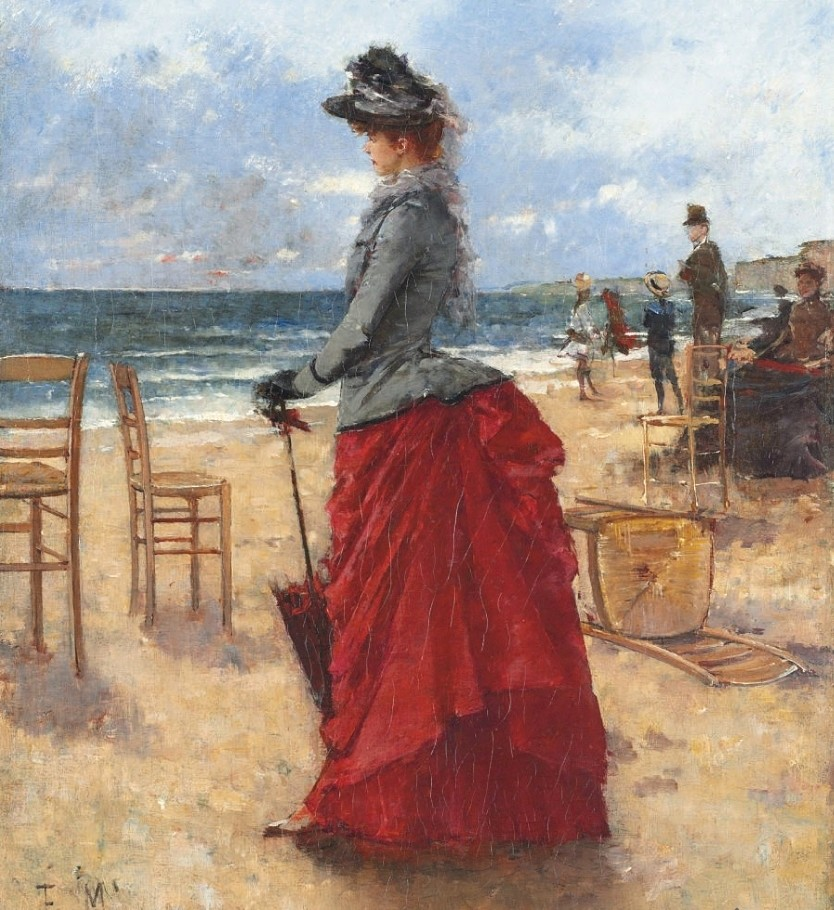
Mirando al mar
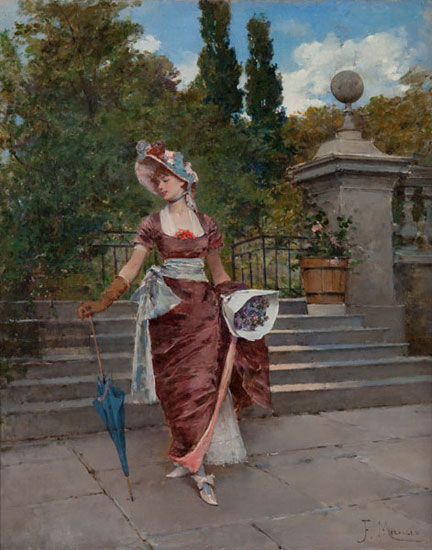
Dama en el parque
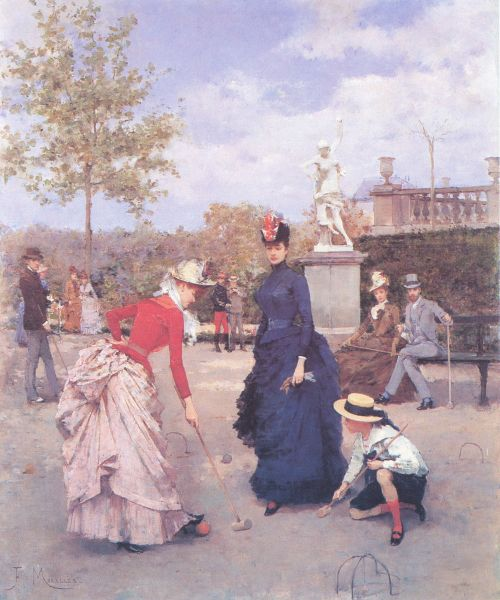
Partida de croquet
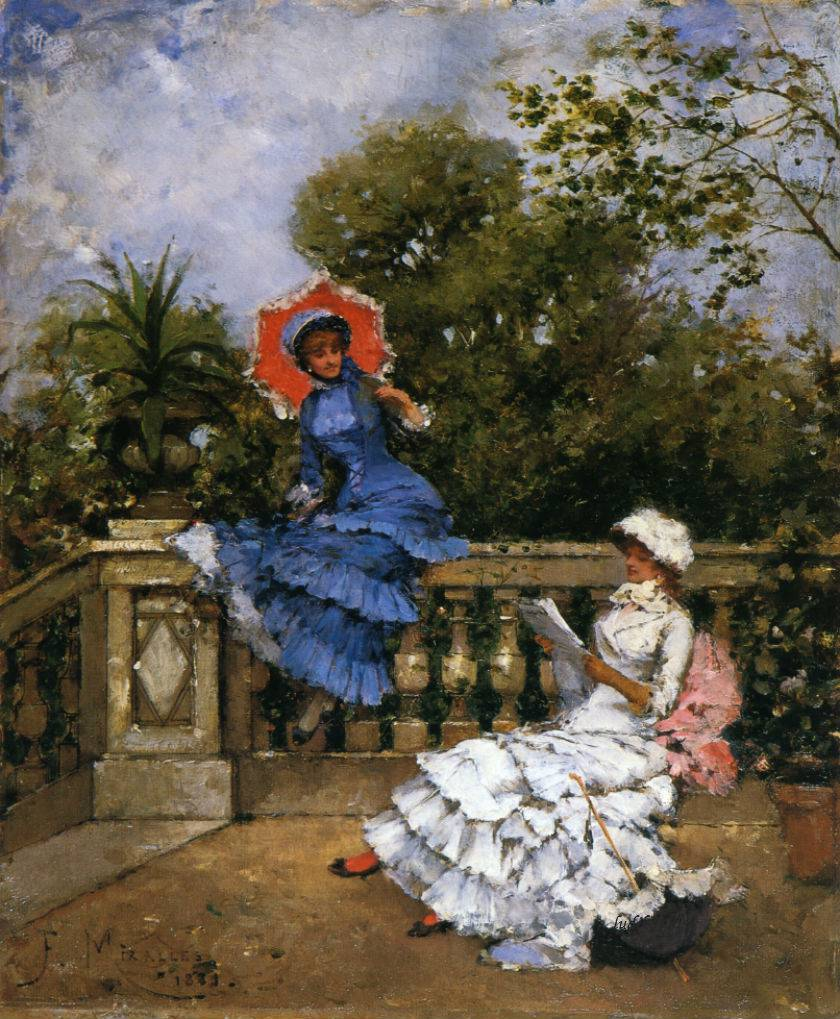
Dos damas conversando en una terraza
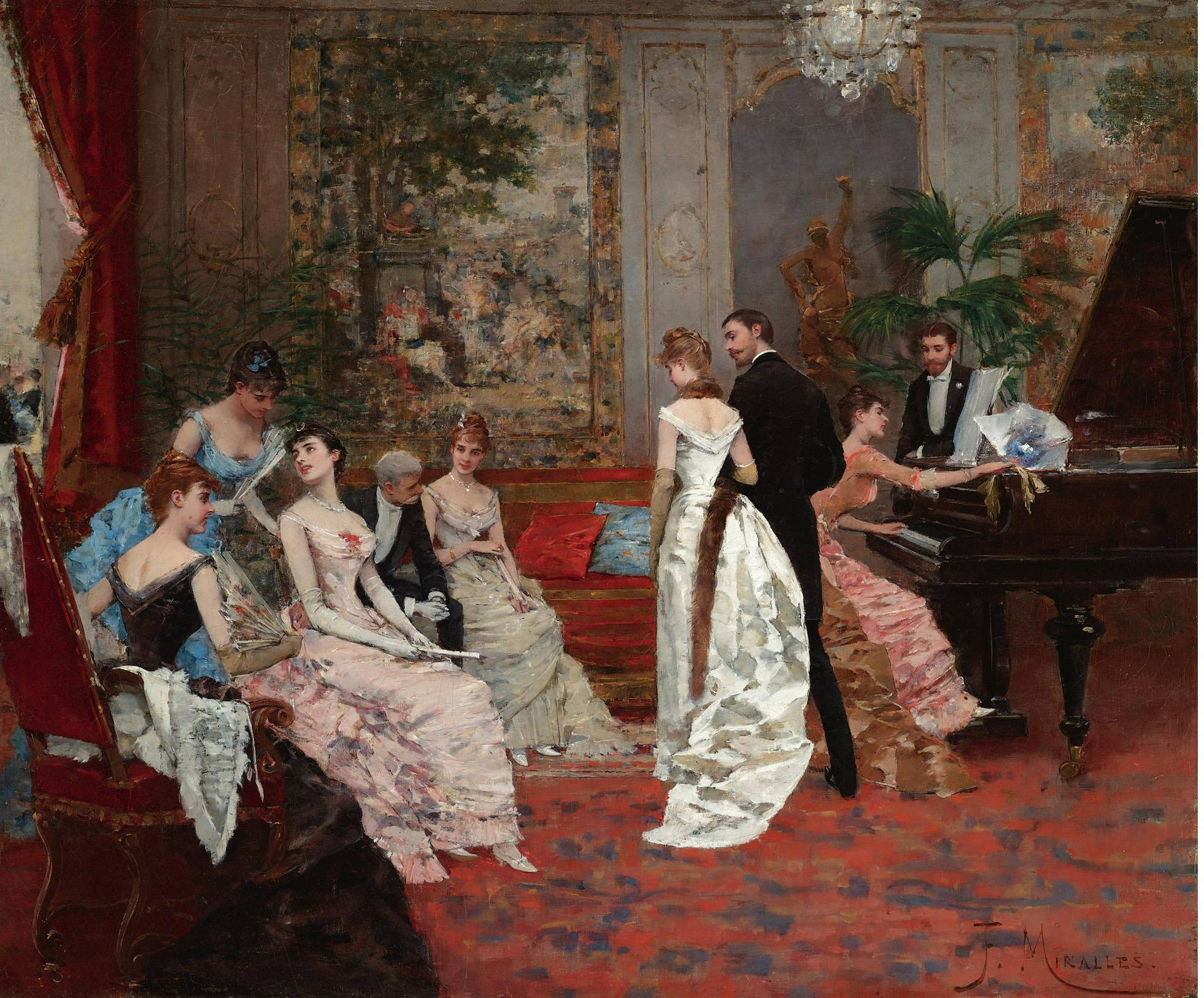
El recital
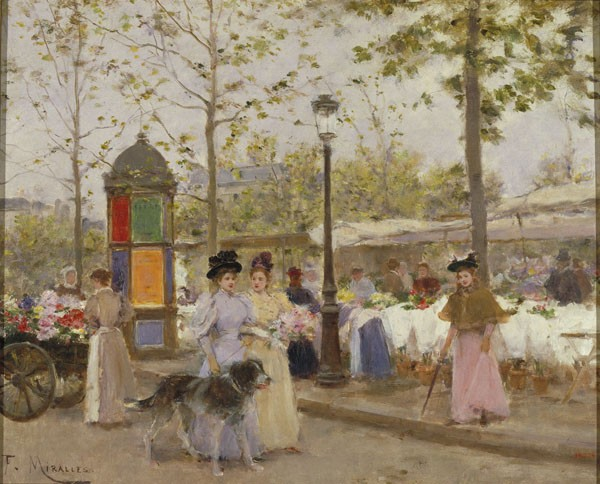
La primavera
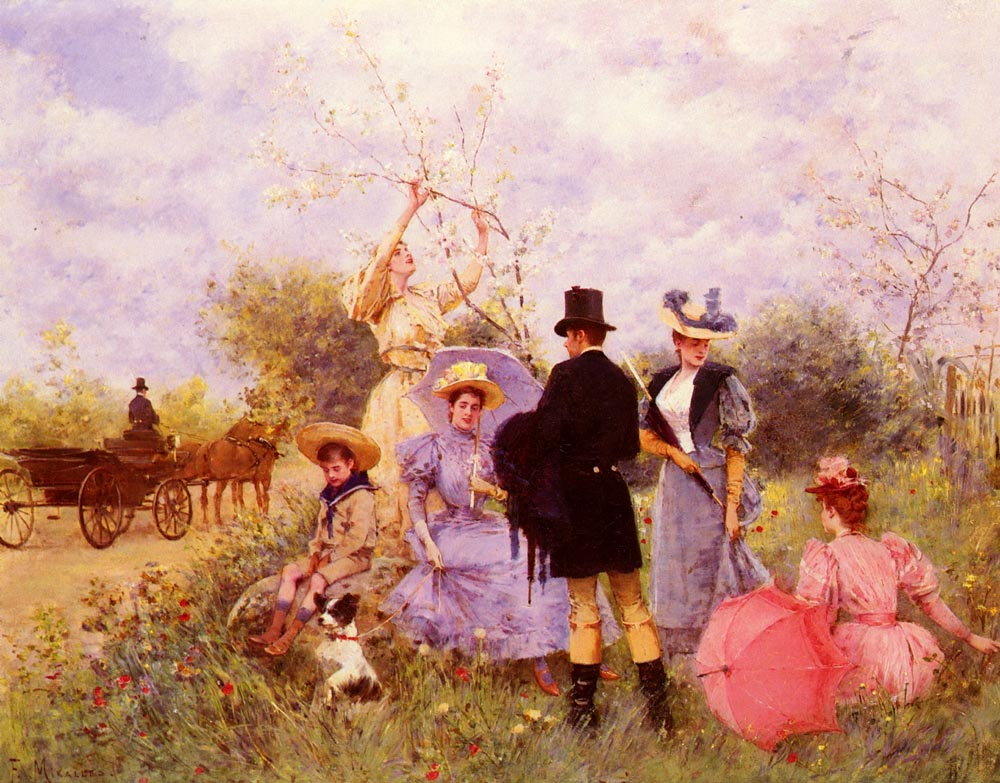
Flores silvestres
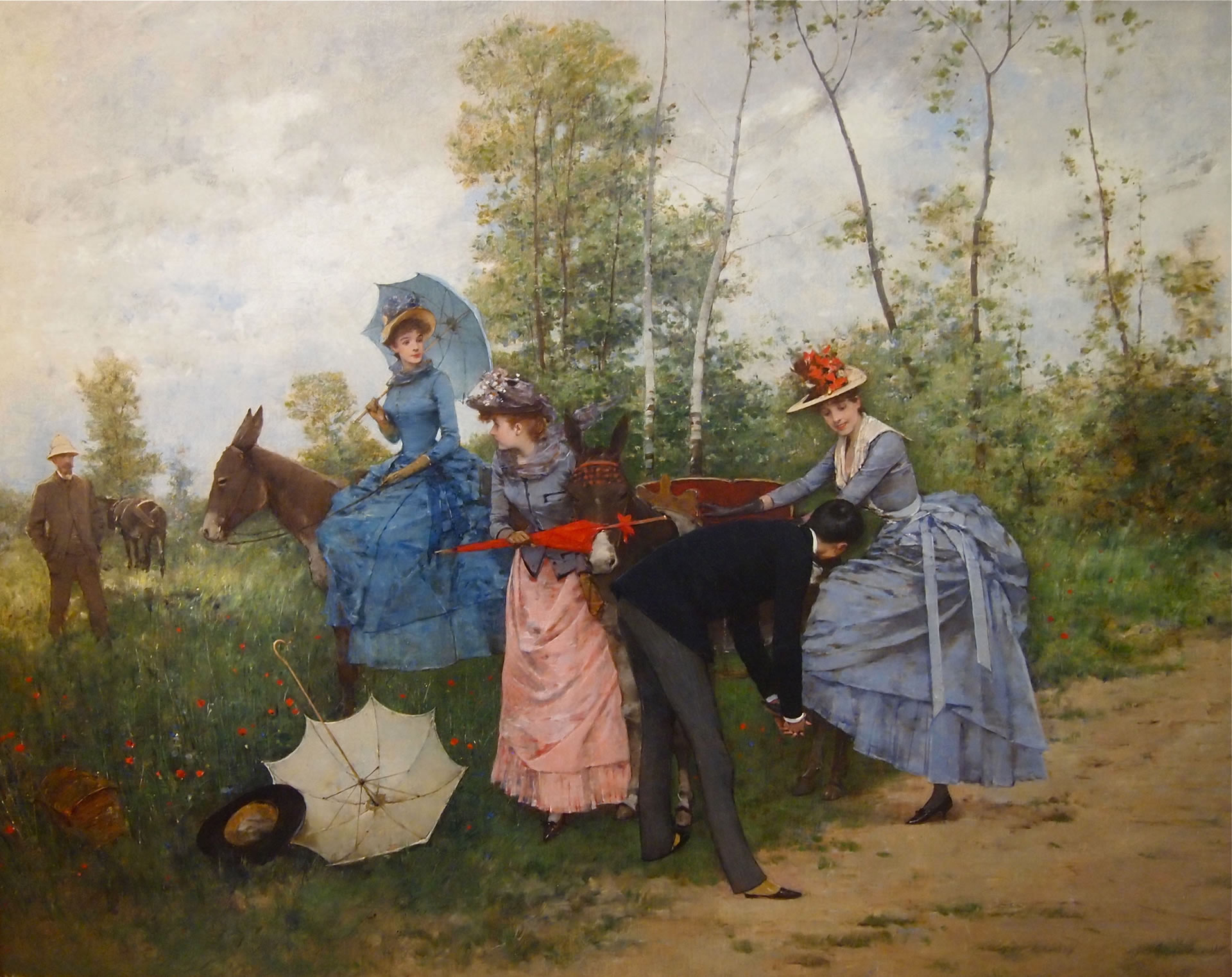
El pícnic
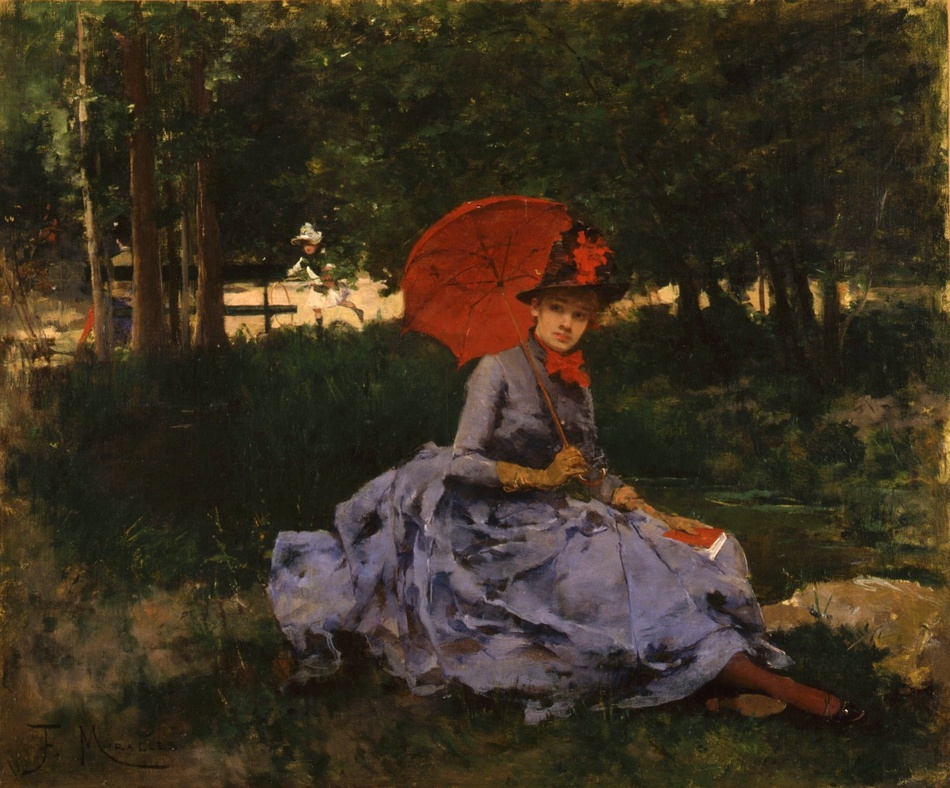
El parasol rojo
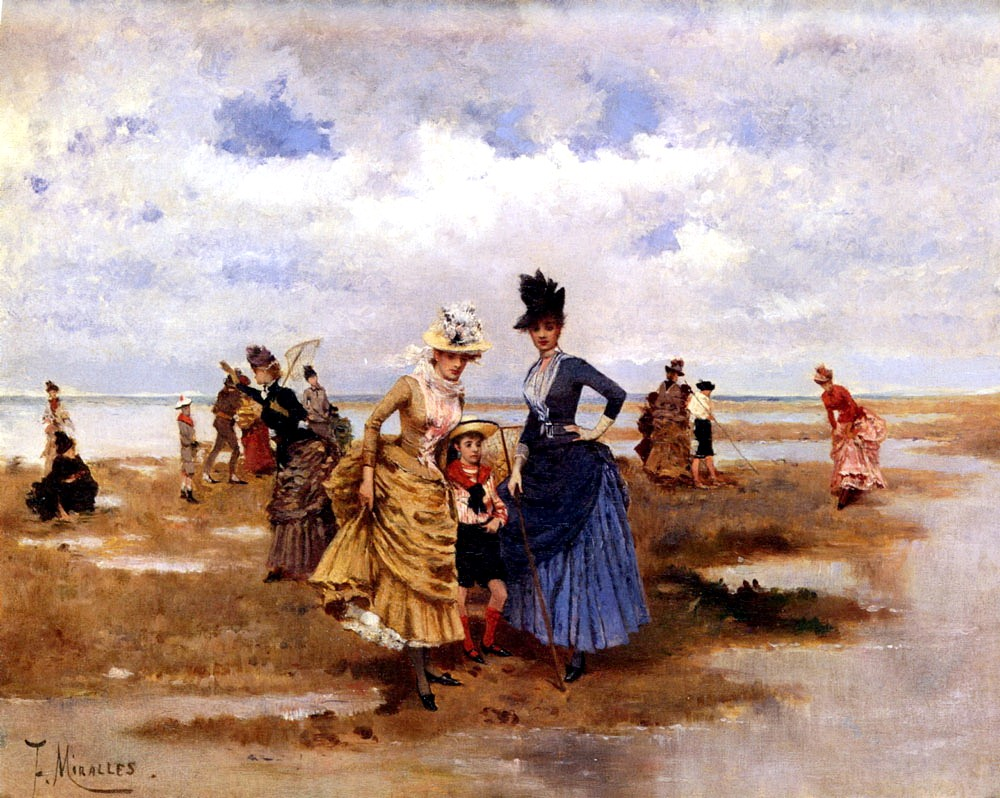
En la playa
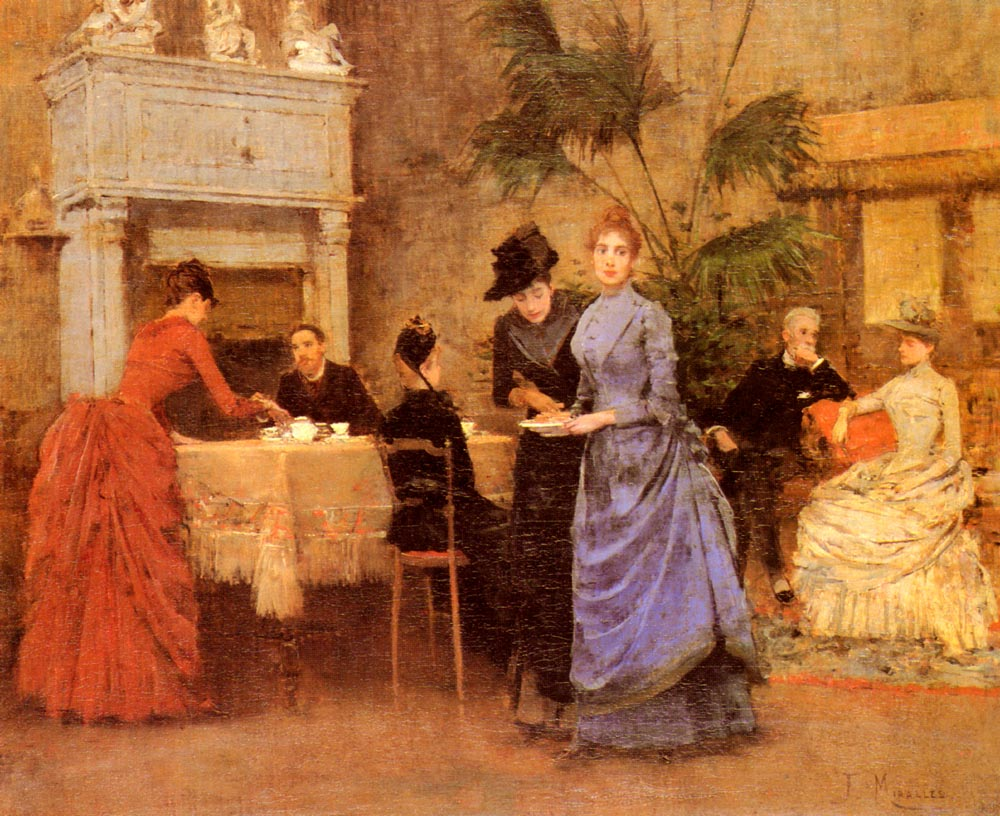
Té de la tarde
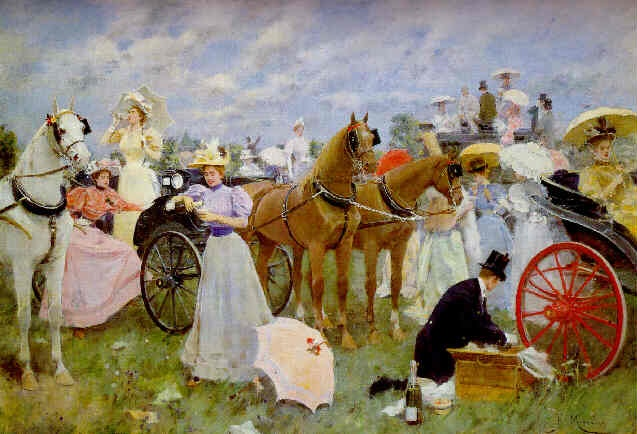
Antes de las carreras en Longchamp
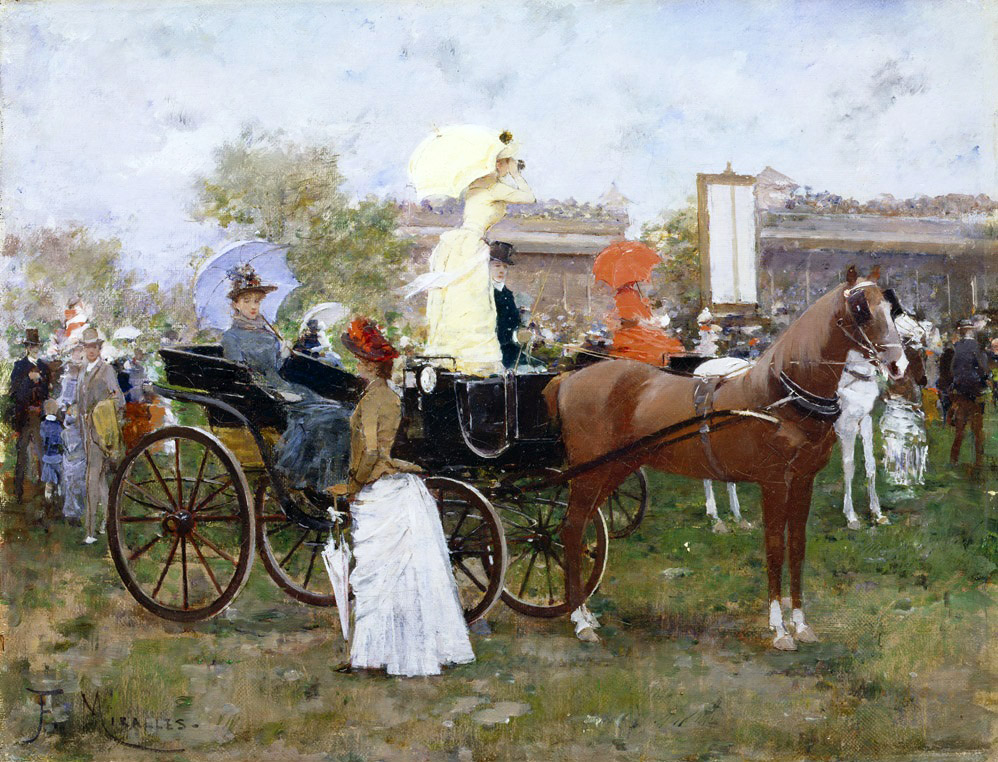
En las carreras
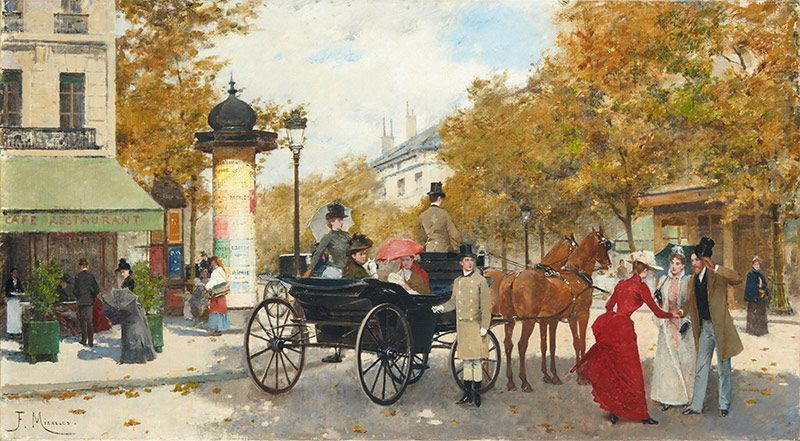
Paseo de domingo en carruaje